# Margaret Harris
Margaret Harris (Portsmouth, Reino Unido, 1955), también conocida como Maggi Harris, es una pintora británica abstracta. En 1969, se traslada a Sudáfrica, donde pasa su adolescencia. En 1978 regresa a Europa, instalándose en Málaga, donde se integra y forma parte de la generación de artistas malagueños de los años ochenta. Desde entonces, reside y trabaja en esa ciudad.

## Trayectoria artística
Desde su llegada a España en 1978, Margaret Harris se instala en el interior de la Axarquía, en Frigiliana (Málaga). Un enclave de artistas de diferentes nacionalidades que potenciarán un ambiente de creatividad y difusión de sus trabajos y los de otros y otras artistas locales y foráneos. Desde la Galería Krabbe, dirigida por la artista danesa Caroline Krabbe, Harris muestra regularmente su trabajo en exposiciones individuales y colectivas. Paralelamente, colaborará con diferentes instituciones en la aportación de imágenes para ilustración de publicaciones institucionales.[cita requerida]
Realiza su segunda exposición en España en la Galería Ramón Durán de Madrid en 1983 (hoy desaparecida). Años más tarde, en 1986, organiza una exposición individual que tendrá lugar en el Palacio de los Condes de Gabia, de la Diputación Provincial de Granada. Posteriormente, también realizará otras exposiciones individuales entre 1991 y 2010, en Madrid, Málaga, Granada, Sevilla y Solingen. Su trabajo tiene una gran amplitud y siempre ha estado conectado con las últimas tendencias y lenguajes contemporáneos. Se puede constatar siguiendo el rastro de las exposiciones individuales y colectivas realizadas por Harris, empezando en 1980 en la Sala Municipal de la ciudad de Nerja, y continuando con sus colaboraciones en la mítica Galería Harras de Málaga. También participa en la VII Bienal de Arte de Marbella, y expone con la Galería H (Marbella) y en la Galería Cartel (Granada). En el ámbito institucional, expone en el Museo Provincial de Bellas Artes (Málaga), en el Colegio de Arquitectos de Málaga y en el Centro Cultural Provincial María Victoria Atencia, de la Diputación de Málaga. Destacando igualmente en las colectivas realizadas junto a artistas andaluces y españoles, en Andalucía y otras comunidades. La proyección internacional de su trabajo se refleja en las exposiciones y colaboraciones con galerías de arte en Kiruna (Suecia), Leiría (Portugal), Penrith (Inglaterra), Cork (Irlanda), Lisboa (Portugal), Arcila (Marruecos), Cumbria Penrith (Inglaterra), entre otras. Las últimas exposiciones las ha realizado en el Espacio Cero del Contenedor Cultural de la Universidad de Málaga, organizada por el Vicerrectorado de Cultura en noviembre de 2020, y en el Museo de Arte Contemporáneo de Vélez Málaga, en abril de 2021, organizada por MAGA, la Asociación de Galerías de Arte de Málaga.[cita requerida]

## Estilo
En la obra de la artista Margaret Harris, el color es fundamental, llegando a predominar sobre las formas. Estas, aunque se acercan a la abstracción, sugieren imágenes del mundo animal (...) Harris pinta con acrílico y se apoya en la rica textura que le ofrece un tapiz de saco previamente tejido con sus manos. Sus primeros trabajos incluían el arte textil, de ahí deriva hacia la pintura, aleatorios campos de color en bruto que, a veces, ocultan figuraciones simples y esquemáticas, como signos escuetos en su significado. Su obra es un vínculo sólido y apasionado con la estética primitiva, que se debe a su prolongada estancia en Sudáfrica, donde vivió de los 13 a los 17 años. Las formas geométricas que presentan sus obras suelen ser irregulares, de manera que podemos ver la profunda carga que tiene el trabajo manual en su producción. Lo orgánico y lo geométrico conviven creando cuadros donde las formas abstractas se presentan en su aspecto más táctil, gracias a las diferentes texturas que las conforman. Harris, que suele trabajar con la arpillera como soporte, ofrece obras también de intenso y vivo cromatismo en donde se entremezclan, con extraordinaria pureza y una sutil armonía, la tradición abstracta y la figurativa, aquélla a base de motivos geométricos y ésta representada por una iconografía de procedencia marina. El azul ultramar, el turquesa, el amarillo, el marrón terroso de las arpilleras y el ocre, dispuestos en bandas horizontales y verticales, en círculos, en triángulos dentados o como simple fondo de las composiciones, iluminan estos cuadros de un gusto casi primitivo En efecto, el material es otro de los elementos más destacados, protagonista de las obras de Harris en las que emplea madera y principalmente cartón, un cartón grueso, ondulado y rugoso que evidencia con toda nitidez sus cualidades táctiles, dejando al descubierto su rigidez y aspereza (...) azul uniforme y color oro se combinan en una misma composición (...) A sus obras, sencillas y austeras, se les podría aplicar las palabras de Rabelais, citando quizá a Plinio el Viejo: "Como sabéis, África aporta siempre algo nuevo" (...) la síntesis de la forma, la preeminencia de lo visual sobre lo narrativo. Si aislamos tres fórmulas plásticas: la aglomeración, la escritura y la reutilización de objetos cotidianos en amontonamiento o seriación en la superficie de la pintura o la escultura, podemos identificar inmediatamente estos planteamientos en el trabajo de la artista sudafricana de origen inglés Maggi Harris (...) Pero si los cuadros de Harris nos parecen, en un primer golpe de vista, un conjunto de piezas que se dirigen solamente a nuestra retina, estamos muy equivocados. La artista ha dejado siempre claro que su preocupación y su interés en la pintura lo mueve un profundo compromiso con la realidad de la vida, que muchas veces se despliega ante nosotros desde la historia representada y diferida a través de los medios de comunicación.

## Obra: colecciones
Su obra forma parte de las siguientes colecciones institucionales públicas y privadas:
- Colección Colegio de Arquitectos de Málaga
- Colección Bacardí
- Colección Fundación Unicaja
- Colección Diputación Provincial de Málaga
- Colección MACVAC, Museu d'Art Contemporani Vicente Aguilera Cerni de Vilafamés, Castellón.
- Colecciones particulares

## Exposiciones

### Colectivas
1980    Sala Municipal de Nerja, Málaga, España.
1983    Galería Harras, Málaga, España. Sala Caja de Ahorros, Almuñécar, Granada,  España. VII Bienal de Marbella, Marbella, España.
1986    I Muestra de Arte Contemporáneo, Almuñécar, Granada, España.
1997    Colegio de Arquitectos, Málaga, España.
1988    Colegio de Arquitectos, Málaga, España.
1991    Galería Lecrín, Marinas del Este, Granada, España.
1992   Galería H. Marbella, Málaga, España. Internarte, Galería H, Valencia, España.
1993   El Arte de construir arte, Museo de Bellas Arte, Málaga, España. Colegio de Arquitectos, Málaga, España. VI Encuentro de Pinturas Joven, Unicaja, Málaga, España. Galeria Ra del Rey,  20 x 20, Madrid, España.
1994   Arte in Primavera, Galería Magda Bellotti,  Algeciras, España. Territorio para creación, Diputación de Málaga, España. Galería Ra del Rey, Madrid, España. Galería Ra del Rey, 20x20, Madrid, España.
1995   Galería Ra del Rey, Madrid, España. Heinz Michel, Wackerheim, Alemania.
1996   Artistas Contemporáneas Andaluzas, Galería La Buena Estrella, Málaga, España.
1997   International Snow Sculpting Festival, Kiruna, Suecia.
1998    International Snow Sculpting Symposium, Lulea, Suecia. Instead of Snow, Norrbotten Museum, Lulea, Suecia. International Fire Sculpting Competition, Stockholm, Suecia.
1999    Arte de Mujeres, Palacio Episcopal, Málaga, España. Cosas de Mujeres, Asociación Económica, Málaga, España.
2000    I Bienal de Arte Andaluz, Palacio Episcopal,  Málaga, España. Grabado en Nerja, Sala de Arte, Málaga, España. Arte de Mujeres 
Sala Alameda, Málaga, España. Arte de Mujeres
Granada, España.
2001     VI Certamen Unicaja, Málaga, España. Galería Quattro, Leiría, Portugal. Grange Farm Exhition, Penrith, Inglaterra.
2003     Blair´s Cove, Mizzen Head, Cork, Irlanda.
2004     Galería Quattro, Lisboa, Portugal. Galería Krabbe, Frigiliana, España.
2005     Dando la Nota, Colaboración Galería Nuevoarte, Sevilla, España. Segundo Maratón femenina artística, Norte al sur de Marruecos.
2006     Galería Krabbe, Frigiliana, España. Red Barn Gallery,  Melkenthorpe, Penrith, Inglaterra. Albiac, Almería, España.
2009      Como pez en el agua. Torremolinos, España. Taller  Gravura, Calle 235, Málaga, España. Espacio  Tres, 20 x 20, Málaga, España.
2010     Box Pòpuli. Taller Gravura, Málaga, España.
2011     Galería Alfahar. Proyecto Toro, Málaga, España. Taller Gravura. Hojas de A5, Málaga, España.
2012     Este O Este. Biblioteca de Alhaurin del Grande, Málaga, España. Taller Gravura. Recortes, Málaga, España.
2013   Este O Este, Alhaurin de la Torre,  Málaga, España. Mundo Mínimo. Taller Gravura,  Málaga, España.
2014     Utopías Urbanos. Museo Municipal de Málaga, España.
2015     Mobiliarios de Artistas. MUPAM, Málaga, España. Taller Gravura. Hilos, Málaga, España.
2016     Taller Gravura. Tela, Málaga, España.
2017    Galería Quattro, Exhibición con Robert Harding, Leiría, Portugal.
2019.   VI Edición de Marte, Feria de Arte Contemporáneo de Castellón. (MACVAC con una selección de obras en torno al concepto de abstracción, artistas: Wences Rambla, María Aranguren, Jaume Rocamora y Margaret Harris) Valencia, España.
2020     Paisajes cotidianos. Espacio Cero, Contenedor Cultural (UMA) Málaga, España.

### Individuales
1986  Palacio de los Condes de Gavia, Granada, España.
1991   Galería H, Marbella, Málaga, España.
1992   Galería Cartel, Granada, España.
1993   Galería Ra del Rey, Madrid, España.
1993  Galería Ramón Durán, Madrid, España.
1998  Sala de Arte Ayuntamiento de Nerja, Málaga, España.
1999  Galería Van Remmen, Solingen, Alemania.
2000  Última obra. Taller Gravura,  Málaga,  España.
2002   Nuevo Arte, Sevilla, España.
2003  Sociedad Económicas de Amigos del País, Málaga, España.
2004   El Apero, Frigiliana, Málaga, España.
2007   Galería Krabbe, Frigiliana, Málaga, España.
2010   Viaje interior, Sala de Exposiciones Diputación Provincial, Málaga, España.
2013    Compartiendo instantes profundos. Sala Ibn al Jatib, Cala del Moral, Málaga.
2019  Uno en el otro, Estudio Ignacio del Río, Málaga, España.

## Publicaciones
- "Paisajes Cotidianos". 2020. Catálogo de exposición, editado por el vicerrectorado de Cultura de la Universidad de Málaga.
- II Festival Miradas de Mujeres, 2013. Edita Asociación Mujeres en las Artes Visuales y Ministerio de Educación, Cultura y Deporte. ISBN.: 978-84-616-3162-9.
- "Viaje Interior". 2010.Catálogo de exposición, editado por la Delegación de Cultura y la Diputación de Málaga. D.L. MA- 1.916-2010.
- "Técnica Mixta". 2002. Catálogo de exposición, editado por la Fundación Unicaja. D.L. MA-267-2002.
- "Arte de Mujeres 2000". Catálogo editado por el Instituto Andaluz de la Mujer. Selección de artistas en la convocatoria de 2000. ISBN.: 84-7921-078-8.
- "Arte de Mujeres 1999". Catálogo editado por el Instituto Andaluz de la Mujer. Selección de artistas en la convocatoria de 1999. ISBN.: 84-7921-066-4.
- "Margaret Harris". 1993. Catálogo de exposición editado por la Obra Cultural de Unicaja. D.L MA 955-1993.
- "Margaret Harris". 1986. Catálogo de exposición editado por la Diputación Provincial de Granada. 1986.